# Reichenbach (Thüringen)
Reichenbach ist eine Gemeinde im Saale-Holzland-Kreis und Teil der Verwaltungsgemeinschaft Hermsdorf.

## Geographie
Reichenbach liegt im Thüringer Holzland östlich der Bundesautobahn 9 in einer forstwirtschaftlich und landwirtschaftlich genutzten Flur.

### Nachbargemeinden
Angrenzende Gemeinden sind die Stadt Hermsdorf, Schleifreisen und St. Gangloff im Saale-Holzland-Kreis sowie Kraftsdorf im Landkreis Greiz.

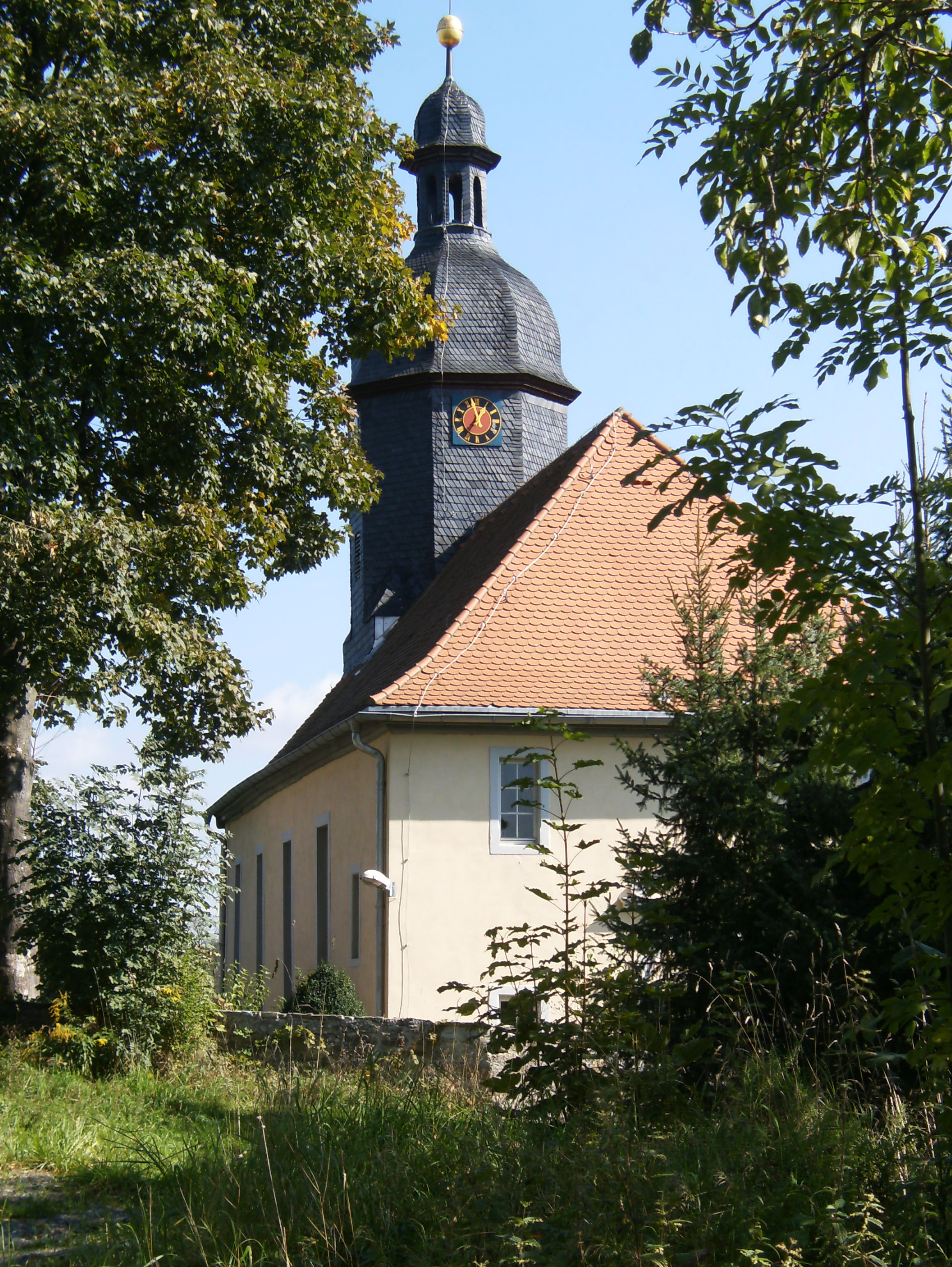
Dorfkirche

## Geschichte
Reichenbach wurde am 13. Januar 1262 erstmals urkundlich erwähnt. Der Ort gehörte zum wettinischen Kreisamt Eisenberg, welches aufgrund mehrerer Teilungen im Lauf seines Bestehens unter der Hoheit verschiedener Ernestinischer Herzogtümer stand. Eine Kirche wurde 1726 anstelle eines Vorgängerbaus errichtet. 1826 kam der Ort mit dem Südteil des Kreisamts Eisenberg und der Stadt Eisenberg vom Herzogtum Sachsen-Gotha-Altenburg zum Herzogtum Sachsen-Altenburg. Ab 1920 gehörte Reichenbach zum Freistaat Thüringen.

### Einwohnerentwicklung
Entwicklung der Einwohnerzahl (Stand jeweils 31. Dezember):
| - 1994: 961 - 1995: 941 - 1996: 941 - 1997: 945 - 1998: 948 - 1999: 962 | - 2000: 987 - 2001: 989 - 2002: 974 - 2003: 983 - 2004: 1001 - 2005: 993 | - 2006: 976 - 2007: 967 - 2008: 948 - 2009: 935 - 2010: 933 - 2011: 934 | - 2012: 916 - 2013: 914 - 2014: 898 - 2015: 901 - 2016: 903 - 2017: 896 | - 2018: 900 - 2019: 888 - 2020: 878 - 2021: 876 |

 Datenquelle: Thüringer Landesamt für Statistik

## Sehenswürdigkeiten
- Durch die Westseite des Ortes verläuft von Westen kommend und hier nach Norden bzw. nach Hermsdorf umschwenkend, ein Wanderweg (markiert durch einen grünen waagerechten Balken auf weißem Grund), der an der Nordseite von Reichenbach das Gebäude der hiesigen Pechhütte tangiert.[3]